# Christopher Whyte
Christopher Whyte (Glasgow, 1952 –) skót szerző. Prózáját angolul, verseit skót gael nyelven írja. Marina Cvetajeva, Pier Paolo Pasolini and Rainer Maria Rilke műveinek angol fordítója. A skót és a világirodalomról írt kritikái újszerű, provokatív megközelítésükkel érdemeltek ki figyelmet. Gael nyelvű művei Crìsdean MacIlleBhàin név alatt jelennek meg.
Kezdetben modern költőket fordított angolra (Pier Paolo Pasolini, 1980) és gaelre (Konsztandínosz Kaváfisz, Anna Ahmatova, Tin Ujević, Eduard Mörike, 1984-től). Eddig hat önálló verseskötetet publikált gael nyelven: Uirsgeul (Mítosz, 1991), An Tràth Duilich (Nehéz idő, 2002), Dealbh Athar (Egy apa arcképe, 2009), Bho Leabhar-Latha Maria Malibran (Maria Malibran naplójából, 2009), An Daolag Shìonach (A kínai bogár, 2013) és Ceum air Cheum (Lépésről lépésre, 2019). 
Ebben az időben kezdett prózát is írni angolul. Egymás után a következő regényeket adta ki: Euphemia MacFarrigle and the Laughing Virgin (Euphemia MacFarrigle és a nevető szűz, 1995), The Warlock of Strathearn (A strathearni boszorkánymester, 1997), The Gay Decameron (Meleg Dekameron, 1998) és The Cloud Machinery (A felhőgépezet, 2000). Utóbbi németül Die stumme Sängerin, olaszul pedig La macchina delle nuvole címen jelent meg.
Közreműködött magyar és katalán kétnyelvű versantológiákban, 2013-ban kiadta Nádasdy Ádám ötven versét Take Down His Particulars (Adatátvitel) címmel, valamint lefordította Marina Cvetajeva négy kötetét: Moscow in the Plague Year (Moszkva a dögvész évében, 2014), Milestones (Mérföldkövek, 2015), After Russia: the First Notebook (Oroszország után: első notesz, 2017) és After Russia: the Second Notebook (Oroszország után: második notesz, 2018).
Sajtó alá rendezte Sorley MacLean Dàin do Eimhir (Versek Eimhirhez) című kötetét, amelyet 2002-ben az év legjobb skót tudományos könyvének választottak . Szintén ő rendezte sajtó alá MacLeantől az An Cuilithionn 1939 és kiadatlan versek című kötetet, amelyet 2011-ben a Saltire Society által adományozott Az év skót könyve díjra jelölték .
Skót és világirodalmi szövegek meleg- és gender-alapú olvasatával élénk vitát generált. Tanulmányokat közölt Cvetajeva fordításáról is. Felemelt a hangját az ellen, hogy a gael nyelvű költők műveik azonnali angolra fordítására kényszerülnek .
Az 1952-ben született Whyte 12 évig élt Olaszországban, majd kiemelkedő skóciai akadémiai karrierjét hátrahagyva 2005-ben Budapestre költözött. Azóta az írásnak él.

## Életrajz
Glasgow-ban, Skóciában született 1952 októberében, iskoláit szülővárosában végezte a Jezsuitáknál és a St Aloysius College-ben, majd a cambridge-i Pembroke College-ban folytatott egyetemi tanulmányokat angol irodalomból 1970 és 1973 között. A következő 12 évet jórészt Olaszországban töltötte, ahol a római La Sapienza Egyetem Agostino Lombardo által vezetett Angol-Amerikai tanszékén tanított 1977-től 1985-ig. 
PhD tanulmányait Skóciában folytatta gael irodalomból, a tudós költő Derick Thomson (Ruaraidh MacThòmais (1928-2012) témavezetésével . 1986-tól 1989-ig az Edinburgh-i Egyetem Angol Irodalmi Tanszékén oktatott, majd 1990-től 2005-ig a Glasgow-i Egyetem Skót Irodalom Tanszékén. 
2005-ben korkedvezményes nyugdíjba ment és Budapestre költözött, ahol minden idejét az írásnak szenteli, miközben gyakran időzik Velencében, Prágában és Triesztben.

## Művei

### Skót gael nyelvű költészet
1982-ben Derick Thomson elkezdte megjelentetni az általa szerkesztett Gairm című negyedévenkénti folyóiratban Whyte gael nyelvű versfordításait olyan költőktől, mint Kavafisz, Ritszosz, Ujević, Mörike, Ahmatova és Cvetajeva .
Első önálló kötete, az Uirsgeul (Mítosz) (Gairm, 1991), amely a gael eredetik mellett tartalmazta a versek angol fordítását is a szerző saját tolmácsolásában, megosztva elnyerte a Saltire Díjat. „Jelentős eredeti művek várhatók tőle” – jelentette ki Derick Thomson, a Bevezetés a gael költészetbe című műve második kiadásának előszavában .
Az An Tràth Duilich (Callander, Diehard Press 2002) egynyelvű gael kötet egy vallási és szexuális bűntudattól gyötört városi kamaszról szóló központi ciklus, valamint a Nicola és Giovanni Pisano olasz szobrászművészek által 1277-1278-ban készített perugiai Fontana Maggioréról szóló drámai kantáta köré épül. 
A Dealbh Athar (Dublin, Coiscéim, 2009) kendőzetlenül beszéli el, hogyan zaklatta gyermekkorában a költőt az apja, feltárva a családi körülményeket és a következményeket is. A verseket Gréagóir Ó Dúill fordította írre. 
Whyte negyedik kötetének, a Bho Leabhar-Latha Maria Malibran (Maria Malibran naplójából) címűnek (Stornoway, Acair 2009) címadó ciklusa a híres operaénekes (1808-1836) monológja, amint Párizs környéki vidéki házában visszaemlékszik életére, pályájára, valamint szintén operaénekes apjával való problematikus kapcsolatára. A harcias hangvételű utószó kiáll amellett, hogy a gael nyelvű költészetnek túl kell terjeszkednie azokon a tárgyakon és témákon, amelyek közvetlenül kapcsolódnak a nyelvi közösséghez. 
Az ötödik, csak gaelül olvasható kötet, An Daolag Shìonach (A kínai bogár) (Glasgow, Clò Gille Moire 2013), az 1987. és 1999. között írt, publikálatlan versek mellett tartalmazza a 2004. és 2007. közötti évek gazdag termését. 
2006-tól kezdődően az évenként megjelenő New Scottish Writing című antológiában (Glasgow, Association for Scottish Literary Studies) Whyte egy sor hosszúverset publikált. A verseket, amelyeket igen kedvezően fogadott a kritika, Niall O’Gallagher angol fordításaival együtt közölték. A Scotsmanben írta Tom Aldair a “Ceum air cheum”-ról („Lépésről lépésre”): “Ezért az egyetlen versért kétszeresen is megérte volna kifizetni a kötet árát” . A versek most összegyűjtve jelennek meg mint Ceum air Cheum (Lépésről lépésre, Stornoway, Acair, 2019), a költő és Niall O’Gallagher angol nyelvű fordításaival együtt. Az “Aig uaigh nach eil ann” című vers három nyelven szerepel: a gael eredeti mellett angolul és scots nyelven. A versek érintik Luis Cernuda spanyol költő (1902-63) és Radnóti Miklós életét, valamint az erdélyi szász kisebbség sorsát is.
Whyte gael versei jelentek meg eddig Gerevich András, Lázár Júlia, Mesterházi Mónika és Nádasdy Ádám magyar fordításában. 

### Angol nyelvű próza
Whyte első regénye, a Glasgow-ban játszódó Euphemia MacFarrigle and the Laughing Virgin (Euphemia MacFarrigle és a nevető szűz, London, Gollancz 1995) a felekezeti diszkrimináció, a meleg-ellenes előítéletek, a meleg elfojtás és a vallási intézmények szatírája. Buzgó katolikus asszonyok óvszereket halmoznak fel, a katolikus püspököt fingóvírus támadja meg, mindeközben pedig egy külvárosi kolostorban mindent megtesznek, hogy eltussoljanak egy titokzatos hármas szűznemzést. Fay Weldon a Mail on Sundayban így ír: “elbűvölő és mulatságos könyv… Úgy érzem, Christopher Whyte komoly író, komolyan mulatságos.” Gavin Wallace pedig aScotsmanben leszögezi, hogy “Whyte úgy ír, mint egy angyal, de a tollát bőven mártogatja az ördög tintájába” .
A következő regénye “egészen más jellegű”: egy XVII. századi skót boszorkánymester beszéli el benne, teljesen tényszerűen, a saját történetét. A történetet bevezető és epilógus keretezi: az előbbit egy bájosan pedáns helységnévszakértő jegyzi, az utóbbit pedig az ő meleg unokaöccse. A boszorkánymester, akinek a nevét nem tudjuk meg, különféle állatokká tud alakulni, sőt a nemét is megváltoztatja a rivális boszorkány, Lisbeth iránt fellobbant szerelme érdekében. A Warlock of Strathearn (A strathearni boszorkánymester, London, Gollancz 1997) az első skót regény, amelyben egy gyülekezet egy eretnek utasításai nyomán akasztja fel a lelkészét, nem pedig fordítva.
Whyte harmadik regénye a Gay Decameron (Meleg Dekameron). Tíz meleg férfi gyűlik össze vacsorameghívásra egy lakásban, Edinburgh újvárosában. Fokozatosan ismerjük meg a történeteiket és a közöttük szövődött bonyolult szerelmi hálót. Az egyikük története egy keleti mese, amely összefonódik a kortárs szálakkal. A szereplők örömei és reményei, győzelmeik és tragédiáik, a skóciai AIDS-járvány, valamint családi és munkahelyi kapcsolatok ábrázolása örvén Whyte a skóciai és nemzetközi melegek részletes és bensőséges tablóját festi.
Negyedik regénye újabb változást jelez. A Cloud Machinery (A felhőgépezet, London, Gollanz, 2000) a XVIII. század eleji Velencében játszódik. Miután több mint egy évtizedig használaton kívül állt, a Sant’Igino színházban újból operákat és komédiákat mutatnak be. Az évad lebonyolítása során azonban meg kell birkózni a színház bezárásának éjszakáján történtek emlékeivel és következményeivel. Második regényéhez hasonlóan Whyte itt is mágikus eseményeket sző a narratívába, azonban e mű hangvétele sokkal könnyedebb. A regény olaszul La macchina delle nuvole (Milan, Corbaccio 2002), németül pedig Die stumme Sängerin (Berlin, Kindler 2002, papírkötésben Frankfurt-am-Main, Fischer 2005) címen jelent meg.

### Versfordítások
Whyte legelső, 1980-ban megjelent műve Pier Paolo Pasolini (1922-1965) hosszú, olasz nyelven írt “The Ashes of Gramsci” (Gramsci hamvai) c. költeményének teljes angol fordítása volt . 
Ezt követte 1992-ben a “Riches” (Gazdagság) és 1998-ban a “Lament of the Mechanical Digger” (Az árokásógép panasza) fordítása. 1994-ben, Marco Fazzinivel közösen fordított egy tizennégy kortárs olasz költő műveit tartalmazó antológiát a Lines Review számára. 1998-ban fordította a Window on Catalonia (Ablak Katalóniára) című, Quim Monzó és Sergi Pàmies esszéit és verseit, Gabriel Ferrater, Maria-Mercè Marçal és Narcis Comadira verseit tartalmazó válogatást a Chapman magazine számára. A Scottish Poetry Library kétnyelvű, 25 költeményből álló sorozatának két kötetében jelentek meg fordításai: At the End of the Broken Bridge (Lerombolt híd végén) (magyarról, 2005) és Light off Water (Fény a vízen) (katalán nyelvről, 2007).
Whyte az utóbbi években Marina Cvetaeva (1892-1941) költőnő egyik első angol fordítójaként tűnt fel. Az orosz eredetiből fordított versek válogatása a PN Review 197. és 199. számában jelent meg, míg további 17 verset, melyeket Tsvetaeva Sofia Parnok költőnőhöz fűződő szenvedélyes viszonyáról írt, Whyte fordításában “With a Woman” (Nőtárs) címmel az Edinburgh Review 134. száma közölt. A Moscow in the Plague Year (Moszkva a pestis évében) (New York, Archipelago Press 2014) című kötetben 180, 1918 novembere és 1920 májusa között írt versek, az ezeket követő Milestones (Mérföldkövek, 1922) gyűjtemény teljes fordítása, (Shearsman Books, Bristol 2015) és az After Russia (Oroszország után, 1928) című kötetet alkotó két jegyetfüzet jelent meg (Shearsman Books, Bristol 2017 & 2018). 
Az 1990-es évek végétől Whyte egyre inkább szót emel egyes magazinszerkesztőkkel és kiadókkal szemben, akik sürgetik, hogy készítse el saját, gael nyelven írt verseinek angol fordítását is. Az “Against Self-Translation” (Ne fordítsuk magunkat!) című vitairata, melyet 2001 decemberében Reykjavikban olvasott fel és 2002-ben a Translation and Literature-ben jelent meg , fontos részét képezte az elmúlt évek gael nyelvű irodalmáról szóló egyik legizgalmasabb vitának. Whyte verseit ezt követően elsősorban Niall O’Gallagher fiatal gael költő fordította angol és skót nyelvre. 

### Egyéb írások
Whyte meleg azonosságtudatából fakadó olvasói szemléletéből következően az elsők között alkalmazta a queer kutatás és a társadalmi nemek elméletének tapasztalatait skót irodalmi művek értelmezésében. 
1995-ben tanulmánykötetet szerkesztett Gendering the Nation (Az ország és a társadalmi nem) címmel. Legvitatottabb írásai közül a “Fishy Masculinities” (Gyanús férfiasság) című egyik Neil Gunn regényének gender-elméletéről és a “Queer Readings, Gay Texts” (Queer értelmezés, meleg irodalom) Walter Scott Redgauntlet és Muriel Spark The Prime of Miss Jean Brodie (Jean Brodie virágzása) c. regényéről széleskörű cáfolatkísérleteket váltott ki a Scottish Literary Journal lapjain. 
1990-ben 70. születésnapja alkalmából “coming out” interjút készített Edwin Morgannal , akit 2014-ben Skócia első nemzeti költőjének választanak, megtörve körülötte a csaknem három évtizede tartó kritikus hallgatást. 
Hugh MacDiarmid A Drunk Man Looks at the Thistle (Részeg és bogáncs) c. hosszú, modernista költeményéről írt nagyhatású tanulmányában olyan interpretációs megközelítést alkalmaz, melyet Roland Barthes Balzac S/Z c. regényének értelmezése inspirált. 
Mihail Bahtyin orosz tudós karnevál-elméletének segítségével elemez egy sor skót ünnepi verset a 15-18. század közötti időszakból, és üdítően új szemszögből mutatja be Robert Burns legnépszerűbb versét a “Defamiliarising Tam O’ Shanter” (Tam O’ Shanter távolabbról) c. tanulmányban . 
Whyte munkássága kulcsfontosságú volt Sorley MacLean (Somhairle MacGill-Eain 1911-1996), a 20. század legjelentősebb gael írója kiadatatlan kéziratainak közreadásában. Az általa szerkesztett Dàin do Eimhir (Poems to Eimhir – Versek Eimhirhez) szerelmesvers-ciklus megosztottan nyerte a National Library of Scotland az Év Tudományos Kutatása 2002 díjat. Az An Cuilithionn 1939 and Unpublished Poems (An Cuilithionn 1939 és kiadatlan versek) melyet szintén ő szerkesztett, 2011 júniusában, a költő születésének centenáriumán a Skye-i Sabhal Mòr Ostaig gael főiskolán rendezett konferencia idején jelent meg. 
A ‘Gnùis nach dealbhaichear air bearradh a’ Chuilthinn’ (A face that will not be etched along the ridge of the Cuillins – Arc, amit nem vésnek kőbe) című, hosszú költemény, mely a Ceum air Ceum / Step By Step (Lépésről lépésre) kötetben jelent meg, Whytenak MacLeanhoz fűződő, problematikus viszonyáról szól; a költeményt Colin Waters a Scottish Review of Books-ban így jellemez: “rendkívül emlékezetes teljesítmény… erőteljes érzelmek, melyek az ábrázolás képességével párosulnak”. 

## Külső hivatkozások
- Christopher Whyte – hivatalos facebook oldal
- Christopher Whyte – Scottish Poetry Library profil
- British Council writers directory – Christopher Whyte
- Christopher Whyte – hivatalos website